# Летний дворец Аспремонта
Летний дворец Аспремонта (словац. Aspremontov letný palác) — дворец в стиле барокко в Старом городе Братиславы. Дворец был построен в едином комплексе с общественным парком (ныне носящим название Медицинского сада) в 1770 году для графа Иоганна Непомука Гобера д’Аспремон-Линден. Впоследствии многократно менял владельцев, пока не был подарен в пользование медицинскому факультету Университета Коменского.

## История
В 1769 году граф Иоганн Непомук Гобер д’Аспремон-Линден (потомок знаменитых венгерских магнатских семей Ракоци и Батори) купил землю на территории современной Братиславы, а в 1770 году приказал построить дворец по проекту архитектора Иоганна Йозефа Талера (Johann Joseph Thalherr), одного из адептов палладианства в восточных провинциях империи, чьи строения украшают также Будапешт и Дьёр. Архитектор спроектировал здание, как обширный дворец с центральным павильоном и изогнутыми крыльями-флигелями, фасад которого и расположение основных внутренних пространств относятся к лучшим образцам классического барокко в Братиславе. Главный фасад дворца обращен к саду, устроенному по вкусу того времени во французском стиле. В настоящее время дворец и сад отделяют массивные металлические ворота, открывающиеся лишь в исключительных случаях. На первом этаже дворца была устроена часовня Святого Креста, доминантой которой является Алтарь Распятия, выполненный из красного и белого мрамора. Над алтарем возвышается высокий купол, украшенный фресковой живописью, работа известного австрийского художника Франца Антона Маульберча. На второй этаж ведёт асимметричная лестница, там располагался парадный зал, перекрытый обширным куполом. В убранстве его стен можно встретить мотивы лавровых венков, ленточных гирлянд и медальонов. Три двери ведут из зала в небольшие салоны, теперь там располагаются кабинеты деканата медицинского факультета. Четвёртая дверь ведёт на балкон, опирающийся на тосканские колонны. С балкона гостям дворца открывался роскошный вид на сад и фонтан Лебедь. 
В 1781 году дворец и сад перешли в собственность графа Эстерхази. При нём пригородный дворец славился своими садовыми праздниками, где для гостей играл оркестр. Среди приглашённых дирижёров не раз был и сам Йозеф Гайдн. Во второй половине XIX века поместье купила семья Янковичей, в 1862 году — братиславский коммерсант Кароль Шиффбек. В результате на протяжении большей части истории дворец был широко известен как Дворец Эстерхази или Шиффбек.
На рубеже XIX—XX веков национальный подъём в провинциях Австро-Венгрии в том числе поставил вопрос о расширении университетского образования. В 1911 году венгерские власти заявили о планах открытия двух новых университетов, где преподавание велось бы на венгерском языке — в Пресбурге (Братиславе) и Дебрецене. Дав на это согласие, император Франц Иосиф своим указом назвал университет в Пресбурге Университетом Елизаветы, в честь покойной супруги Елизаветы Баварской. Начались поиски подходящих зданий, среди кандидатов рассматривались бывший Дворец Примасов и дворец Грассалковичей. Споры закончились в 1913 году, когда министр образования Янкович объявил о договоренности с семьёй Шифбеков, о том, что главная администрация университета, а также факультет права и философии разместятся в их Летнем дворце. В ходе начавшейся войны планы изменились и в Дворец Аспремонта въехал медицинский факультет, так как совсем рядом располагалась Староместская больница, переданная в управление университету. В результате послевоенного переустройства Европы Прешбург перешёл к вновь образованной Чехословакии и венгерский университет Елизаветы в 1918 году переехал в Печ, но на его базе был срочно открыт новый университет, получивший имя чешского просветителя Коменского. Прибывшие профессора медицины пражского Карлова университета уже в 1919 году приняли во Дворце Аспремонта первых 138 студентов и 5 студенток. 
9 декабря 1919 года в главном зале дворца, который в настоящее время служит помещением ученого совета факультета, состоялось торжественное открытие первого учебного года нового университета, студентов и преподавателей поздравляли первый ректор Кристиан Хайнек, министр Вавро Шробар (сам бывший профессором медицины), мэр Братиславы Матей Метод Белла, а также военный комендант Братиславы французский полковник Жан Пьер Брау.